# Domenico Rupolo
Domenico Rupolo (né le 25 juin 1861 à Caneva et y décédé le 12 octobre 1945) est un architecte italien adepte du Stile Liberty.

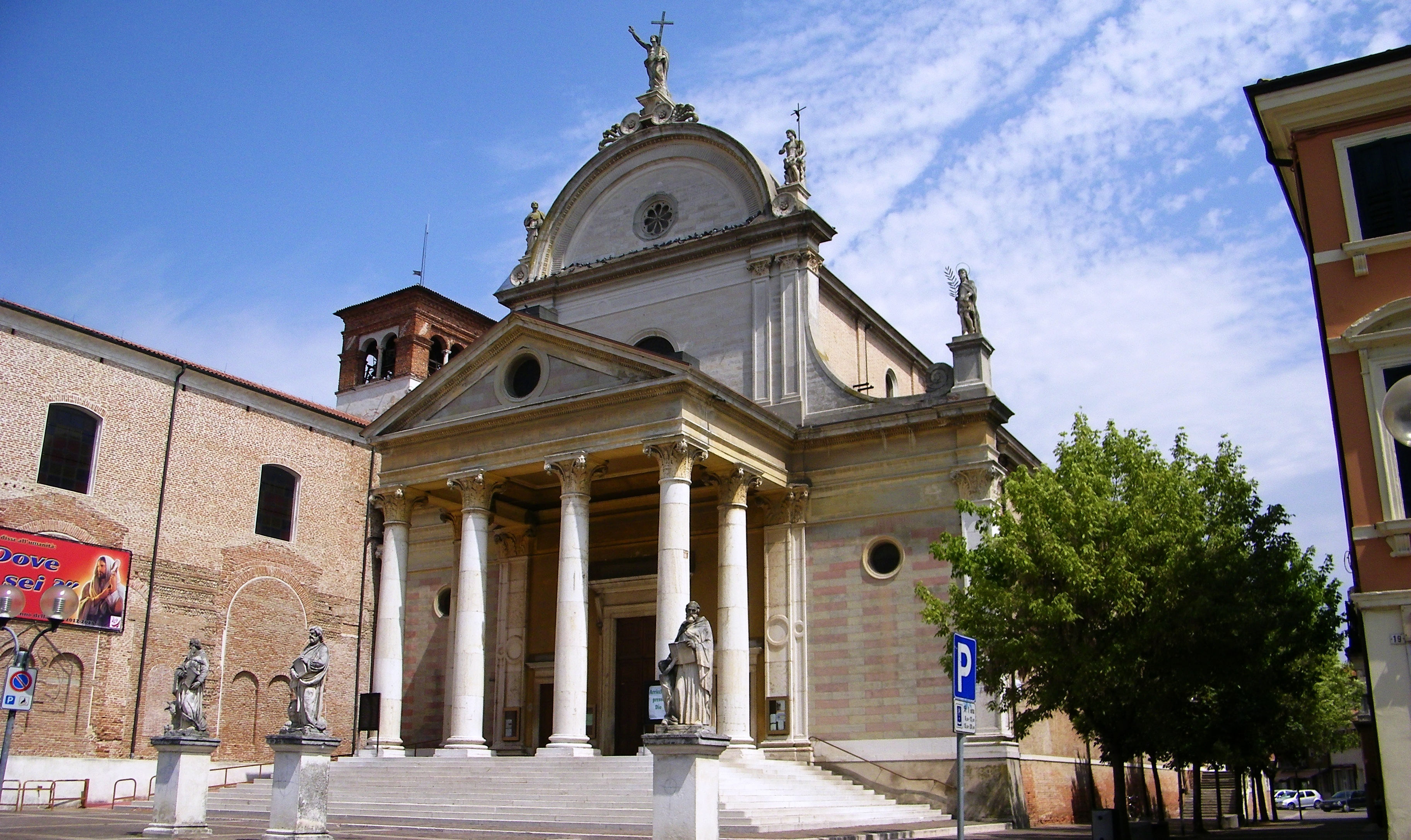
San Giuseppe à Bovolone

## Biographie
Domenico Rupolo est l'auteur de quelques-unes des plus célèbres villas privées du Lido (Venise). A Venise, il réalise avec le peintre Cesare Laurenti. le marché de poissons du Rialto (Venise), la Pescaria, inspirée par le style gothique et des influences byzantines.
Rupolo se concentre dans ses réalisations sur la renaissance médiévale: du néo-gothique au néo-byzantin et au néo-roman, souvent associés à des éléments du style Art Nouveau, plutôt qu'aux décorations et détails (comme du fer forgé et des bandes grenier).
Au Lido, il réalise en 1906, sur commande de Vittorio et Eugenia Romanelli, la villa éponyme dans le style du XIIIe siècle. Pour la réalisation des portes d'entrée en fer forgé, il s'associe au maître en la matière Umberto Bellotto (it). Il réalise la Nuova Villa dei Padri Armeni en 1907, également en style roman-byzantin. Elle est le résultat de la recherche de nouvelles solutions et combinaisons originales, comme le montrent les balustrades d'entrée aux escaliers en style "Liberty" pour lesquels l'architecte a une nouvelle fois fait appel à Bellotto.
Autre bâtiment est la Villa Otello (Lido de Venise), dont la destination initiale était touristique et d'hospitalité. Le bâtiment est divisé en deux corps, le plus élevé se compose de cinq étages et une autre, inférieur est constituée d'une galerie ouverte sur la Via Lepanto, ajout ultérieur dans la fonction de salon de l'hôtel. Les deux bâtiments sont décorés avec des décorations florales sous la corniche qui se réfèrent à des motifs Art Nouveau, repris dans la porte, ici encore réalisée par Umberto Bellotto et représentant deux paons à roue déployée avec des mailles mobiles. Par la suite, la fonction de cette Villa a été modifiée pour être utilisé comme un bâtiment à des fins résidentielles nécessitant une restauration autour des années 1990.
Rupolo a conçu également de nombreux lieux de culte, dont la paroisse de Sernaglia della Battaglia, Fossalta di Portogruaro, Trebaseleghe, Mansuè, Noventa di Piave, Basalghelle, Pieve di Soligo, Visnadello. Il réalisa l'ensemble de la décoration intérieure de l'église archiprêtrale de Santa Lucia di Piave (TV), où il a rencontré et soutenir le développement artistique du jeune Riccardo Granzotto, devenu plus tard un grand artiste et professeur de sculpture à l'Académie des Venise et finalement béatifié comme bienheureux Claudio Granzotto.
Il projetait, en 1924, un monument en forme d'arc de triomphe en l'honneur aux morts de la Première Guerre mondiale à Venegazzù (TV)

## Œuvres principales

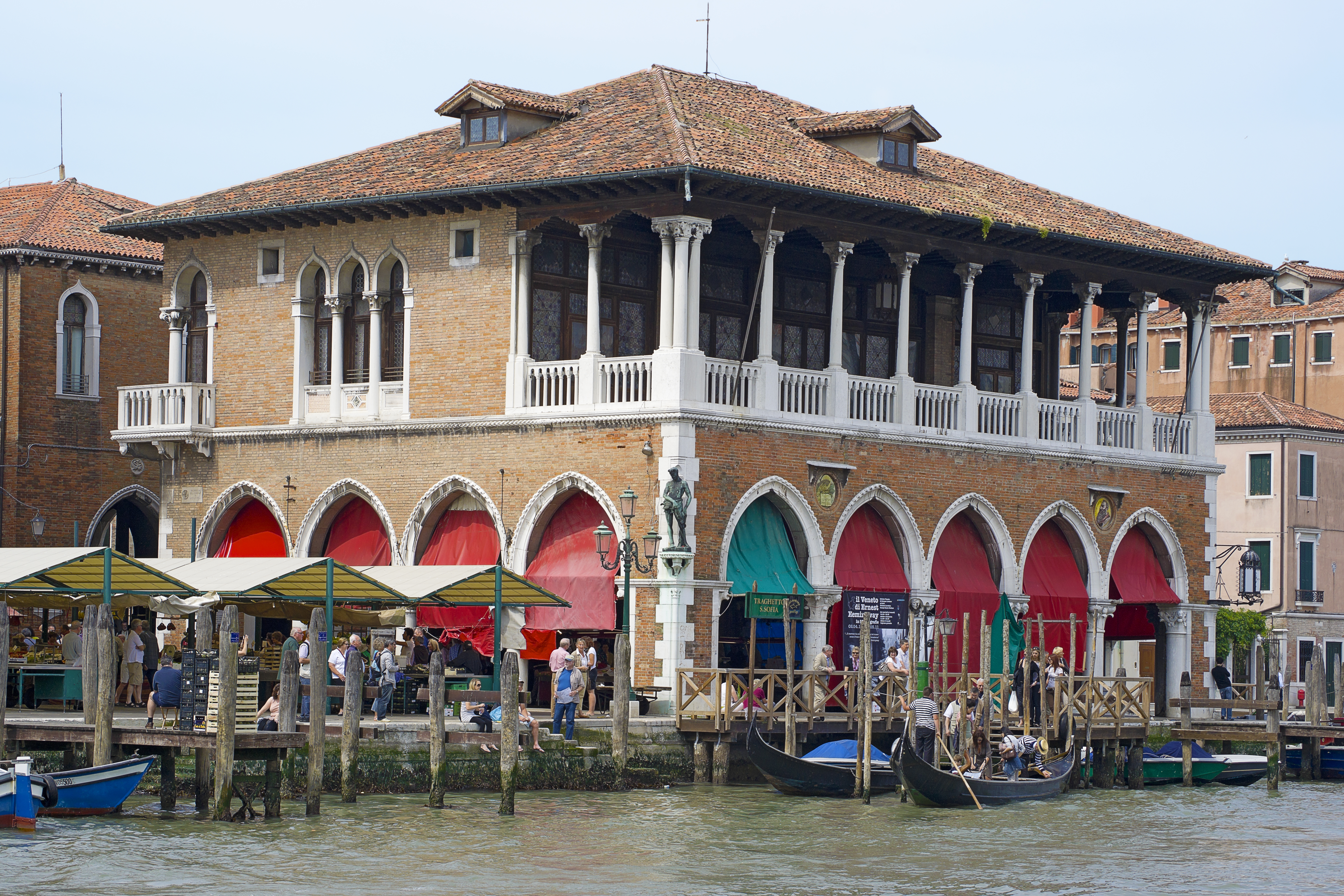
La Pescaria de Venise (1908)
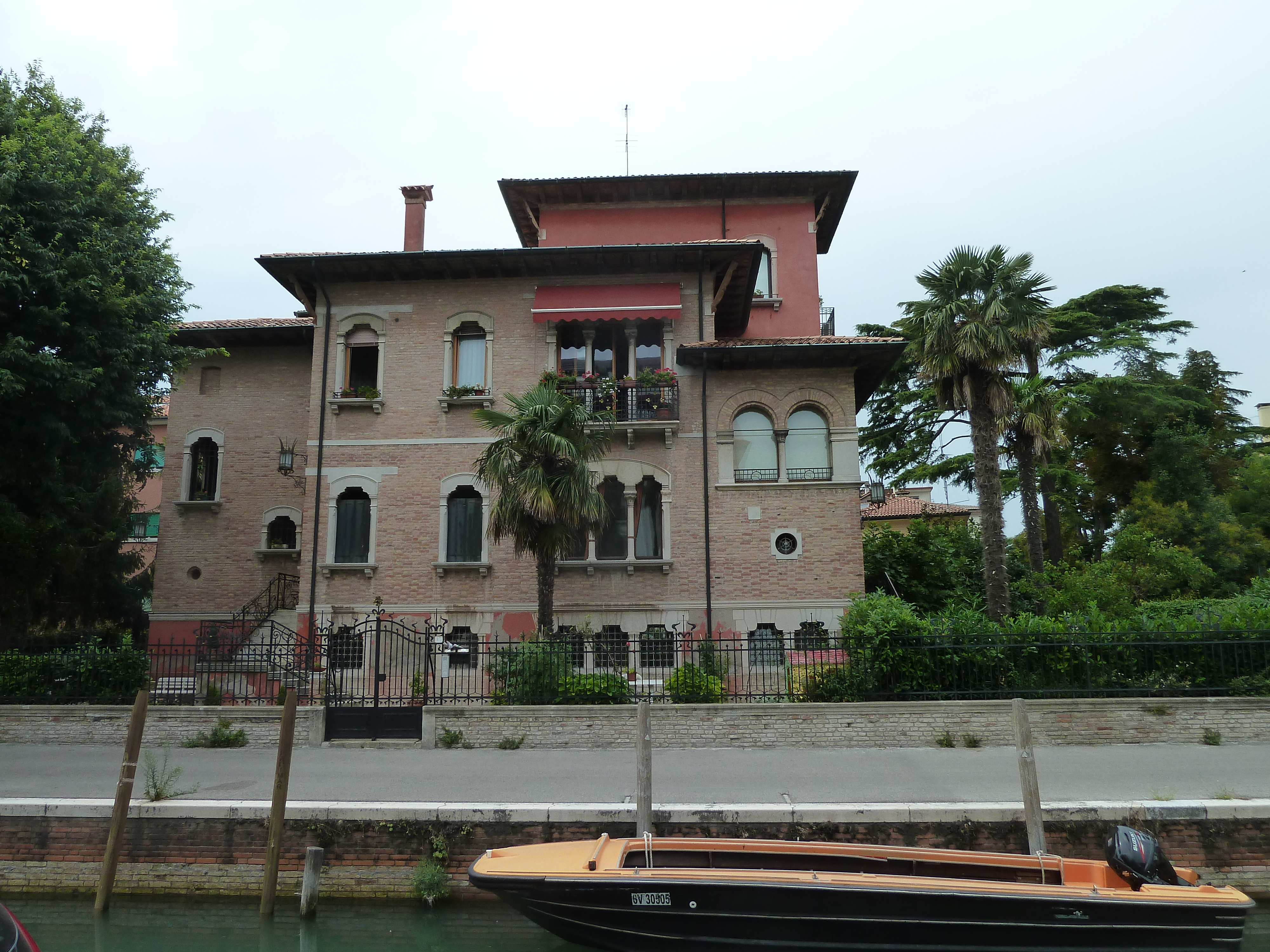
Villa dei Padri Armeni (1906)
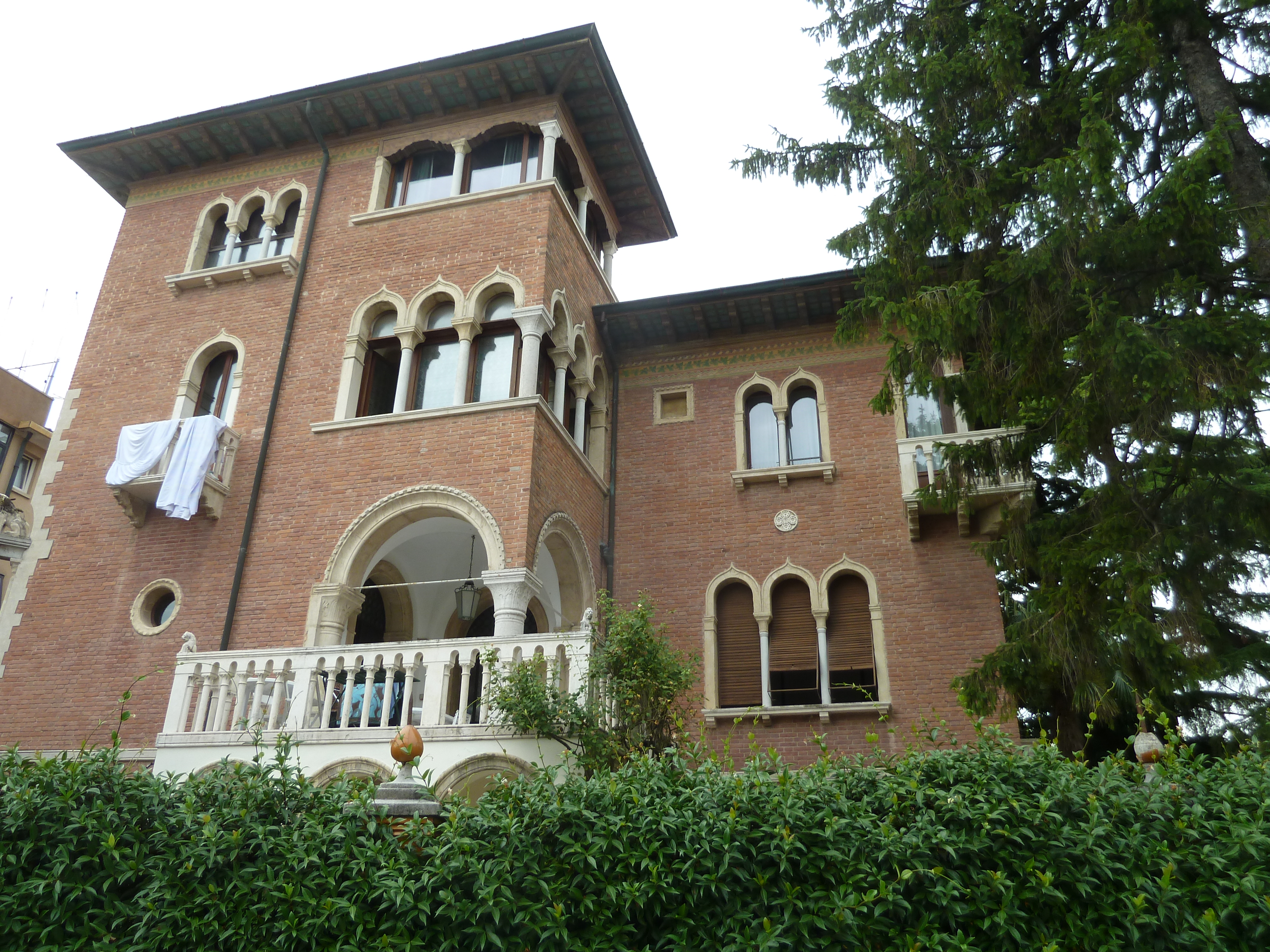
Villa Romanelli (Lido de Venise) (1906)
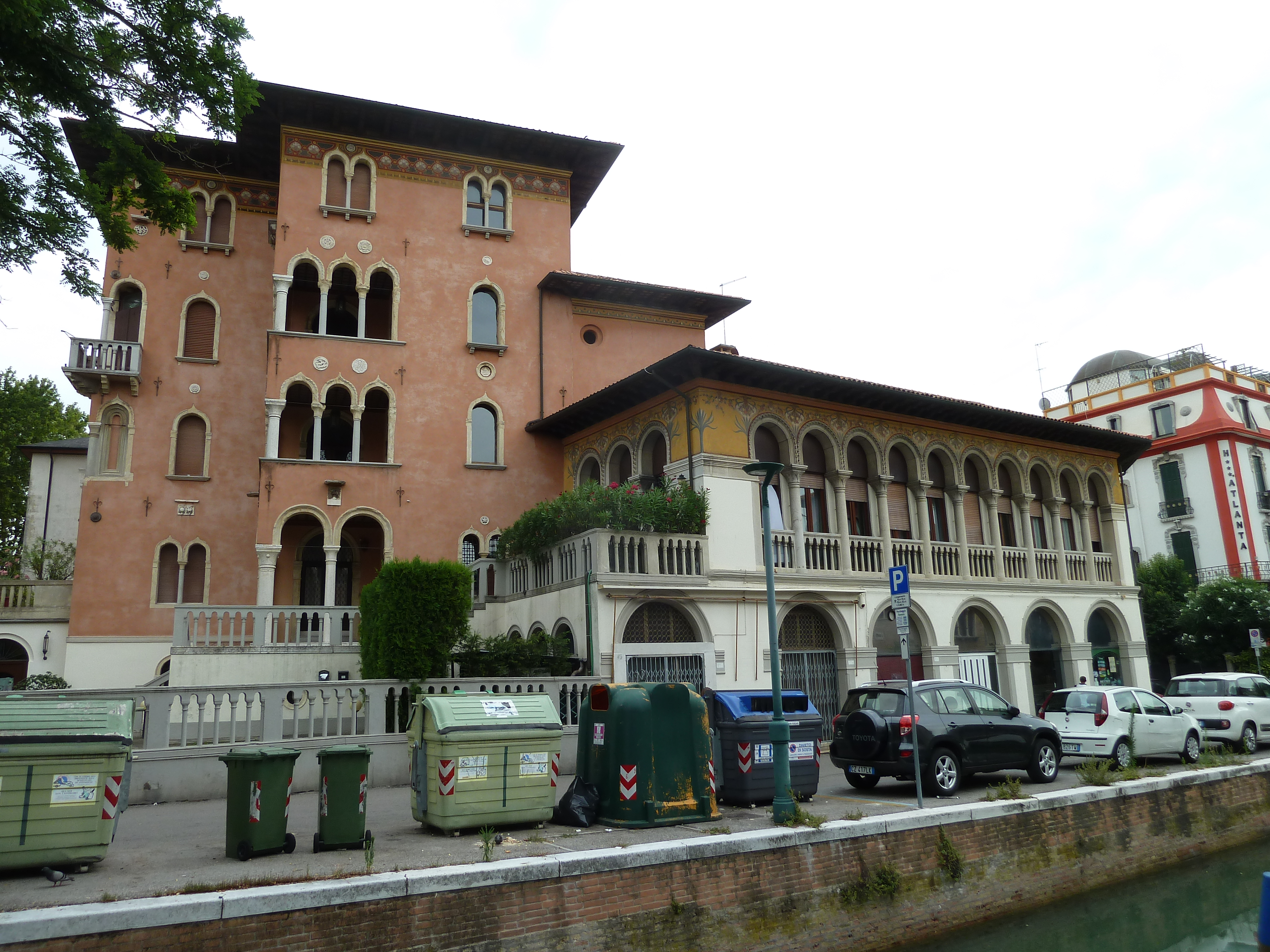
Villa Otello (Lido de Venise)

## Source
- (it) Notice biographique sur comune.venezia.it